# Altstadt von Krakau

Karte des Bezirks mit dem Wawel (unten)

Altstadt von Krakau (früher amtlich I. Śródmieście, deutsch Innenstadt) ist der älteste Stadtbezirk der Großstadt Krakau in Polen. Dieser gehört seit 1990 zum Dzielnica I Stare Miasto (Stadtbezirk 1 Altstadt).
Das Gebiet der Altstadt steht seit 1933 als Ensemble unter Denkmalschutz und ist Teil des UNESCO-Welterbes „Historisches Zentrum von Krakau“.

## Lage
Das Gebiet wird von den „Planty“ begrenzt. Diese bezeichnen Parkanlagen, die auf dem Gebiet der niedergelegten Stadtbefestigungen entstanden. Es wird im Süden vom Burgberg Wawel begrenzt, der als „II. Zamek“ (Schloss) bzw. „II. Wawel“ einen eigenen Stadtbezirk darstellte.
Es umfasst die mittelalterliche Stadt, die sich als Oval um den Hauptmarkt gruppiert und Okół, das sich südlich von dieser beiderseits der Salzstraße nach Wieliczka entwickelte.

## Geschichte
Das Gebiet der Altstadt wurde am 22. Mai 1933 als „Układ urbanistyczny miasta Krakowa w granicach Plant“ (Urbanes Ensemble der Stadt Krakau innerhalb der Grenzen der Planty) in die nationale Denkmalliste der Woiwodschaft eingetragen.
Die Altstadt wurde 1978 mit dem Wawel, der ehemaligen Vorstadt Stradom und der früher eigenständigen Stadt Kazimierz unter der Referenz-Nr. 29 als Welterbe der UNESCO eingetragen (2010 zu 29bis ergänzt). Ein erweitertes Gebiet, der historische Stadtkomplex (historyczny zespół miasta) wurde am 16. September 1994 durch präsidiale Verordnung von Lech Wałęsa zum Geschichtsdenkmal (Pomnik historii) erklärt.